# It's a Laugh Productions
It's a Laugh Productions é uma companhia de produção mais conhecida por produzir seriados de live-action que vão ao ar no Disney Channel e Disney XD. É uma subsidiária da The Walt Disney Company e tem como presidente Donald Mink.
Todos os programas são gravados no Hollywood Center Studios, com as exceções de Hannah Montana e Good Luck Charlie, que eram gravadas em Sunset Bronson Studios (anteriormente Tribune Studios); Sonny with a Chance, que foi gravado na NBC Studios (antes de ir para Hollywood Center Studios para sua segunda temporada); Pair of Kings, que é filmada em Sunset Gower Studios, e Shake It Up, que é filmada no Los Angeles Center Studios (como bem como a segunda temporada de Good Luck Charlie). No entanto, os programas ainda são semelhantes a todos os outros programas do estúdio. Jonas L.A. foi o primeiro sitcom de live action a ser filmado em uma única câmera em formato de filme, em oposição à filmados, em formato multi-câmera de outros seriados do Disney Channel. Ele também foi filmado no local com conjuntos fechados.

## História
It's a Laugh foi lançado em 2004, substituindo os estúdios Brookwell McNamara Entertainment. Os três primeiros shows produzidos pela It's a Laugh tinham mais de 65 episódios produzidos. Programas produzidos pela It's a Laugh exibidos no Disney Channel são conhecidos como Disney Channel Original Series e no Disney XD como Disney XD Original Series. A primeira série original Disney XD ser produzida pelo estúdio é I'm in the Band.

## Séries
| #  | Nome da Série                        | Data de estreia         | Data de encerramento    | Números de episódios | Canal          | Ref    |
| -- | ------------------------------------ | ----------------------- | ----------------------- | -------------------- | -------------- | ------ |
| 1  | Zack & Cody: Gêmeos em Ação          | 18 de março de 2005     | 1 de setembro de 2008   | 87                   | Disney Channel | [ 3 ]  |
| 2  | Hannah Montana                       | 24 de março de 2006     | 16 de janeiro de 2011   | 98                   | Disney Channel | [ 3 ]  |
| 3  | Cory na Casa Branca                  | 12 de janeiro de 2007   | 12 de setembro de 2008  | 34                   | Disney Channel | [ 4 ]  |
| 4  | Os Feiticeiros de Waverly Place      | 12 de outubro de 2007   | 6 de janeiro de 2012    | 106                  | Disney Channel | [ 3 ]  |
| 5  | Zack & Cody: Gêmeos a Bordo          | 26 de setembro de 2008  | 6 de maio de 2011       | 71                   | Disney Channel | [ 5 ]  |
| 6  | Sunny entre Estrelas                 | 8 de fevereiro de 2009  | 2 de janeiro de 2011    | 46                   | Disney Channel | [ 6 ]  |
| 7  | Jonas Brothers: Los Angeles          | 2 de maio de 2009       | 3 de outubro de 2010    | 34                   | Disney Channel | [ 3 ]  |
| 9  | Boa Sorte, Charlie!                  | 4 de abril de 2010      | 14 de fevereiro de 2014 | 100                  | Disney Channel | [ 3 ]  |
| 10 | Par de Reis                          | 22 de setembro de 2010  | 18 de fevereiro de 2013 | 69                   | Disney XD      | [ 7 ]  |
| 11 | No Ritmo                             | 7 de novembro de 2010   | 10 de novembro de 2013  | 75                   | Disney Channel | [ 3 ]  |
| 12 | Sem Sentido!                         | 5 de junho de 2011      | 25 de março de 2012     | 26                   | Disney Channel | [ 8 ]  |
| 13 | Os Guerreiros Wasabi                 | 13 de junho de 2011     | 25 de março de 2015     | 84                   | Disney XD      | [ 9 ]  |
| 14 | Programa de Talentos                 | 17 de junho de 2011     | 21 de Março de 2014     | 50                   | Disney Channel | [ 10 ] |
| 15 | Jessie                               | 30 de setembro de 2011  | 16 de outubro de 2015   | 101                  | Disney Channel | [ 11 ] |
| 16 | Austin & Ally                        | 4 de dezembro de 2011   | 10 de janeiro de 2016   | 87                   | Disney Channel | [ 12 ] |
| 17 | Lab Rats                             | 27 de fevereiro de 2012 | 3 de fevereiro de 2016  | 98                   | Disney XD      | [ 13 ] |
| 18 | Crash & Bernstein                    | 8 de outubro de 2012    | 11 de agosto de 2014    | 22                   |                |        |
| 19 | Stan, O Cão Blogueiro                | 12 de outubro de 2012   | 25 de setembro de 2015  | 70                   | Disney Channel |        |
| 20 | Liv & Maddie                         | 19 de julho de 2013     | 24 de março de 2017     | 80                   | Disney Channel |        |
| 21 | Mega Med                             | 7 de outubro de 2013    | 9 de setembro de 2015   | 48                   | Disney XD      |        |
| 22 | Não Fui Eu                           | 17 de janeiro de 2014   | 16 de outubro de 2015   | 39                   | Disney Channel |        |
| 23 | Garota Conhece o Mundo               | 27 de janeiro de 2014   | 20 de janeiro de 2017   | 72                   | Disney Channel |        |
| 24 | Agente K.C.                          | 18 de janeiro de 2015   | 2 de fevereiro de 2018  | 81                   | Disney Channel |        |
| 25 | Amigas a Qualquer Hora               | 26 de junho de 2015     | 11 de dezembro de 2016  | 32                   | Disney Channel |        |
| 26 | Guia de um Gamer para Quase Tudo     | 22 de julho de 2015     | 2 de janeiro de 2017    | 37                   | Disney XD      |        |
| 27 | Acampados                            | 31 de julho de 2015     | 2 de agosto de 2024     | 161                  | Disney Channel |        |
| 28 | Lab Rats: Elite Force                | 2 de março de 2016      | 22 de outubro de 2016   | 16                   | Disney XD      |        |
| 29 | Bizaardvark                          | 24 de junho de 2016     | 13 de abril de 2019     | 63                   | Disney Channel |        |
| 30 | A Casa da Raven                      | 21 de julho de 2017     | 3 de setembro de 2023   | 123                  | Disney Channel |        |
| 31 | Coop & Cami                          | 12 de outubro de 2018   | 11 de setembro de 2020  | 49                   | Disney Channel |        |
| 32 | Sydney to the Max                    | 25 de janeiro de 2019   | 26 de novembro de 2021  | 63                   | Disney Channel |        |
| 33 | Os Feiticeiros Além de Waverly Place | 29 de outubro de 2024   | presente                | 16                   | Disney Channel |        |

## Filmes

### Filmes para o cinema
| # | Título                                                    | Data de estreia        | Orçamento   | Arrecadação  | RT  | IMDb |
| - | --------------------------------------------------------- | ---------------------- | ----------- | ------------ | --- | ---- |
| 1 | Hannah Montana & Miley Cyrus: Best of Both Worlds Concert | 1 de fevereiro de 2008 | $7,000,000  | $70,642,036  | 71% | 2.7  |
| 2 | Hannah Montana: The Movie                                 | 10 de abril de 2009    | $35,000,000 | $155,545,279 | 44% | 3.6  |

### Filmes para a TV
| # | Título                              | Data de estreia       |
| - | ----------------------------------- | --------------------- |
| 1 | Wizards of Waverly Place: The Movie | 28 de agosto de 2009  |
| 2 | The Suite Life Movie                | 25 de março de 2011   |
| 3 | Good Luck Charlie, It's Christmas!  | 2 de dezembro de 2011 |